# ハビエル・アビレス
ハビエル・アビレス・コルテス（Javier Avilés Cortés、1997年8月17日 - ）は、スペイン・マドリード州マドリード出身のサッカー選手。CDレガネス所属。ポジションはFW。